# CHNOPS

Illustration der CHNOPS-Elemente in einem Organismus. Die Anzahl der Ringe entspricht jeweils der Ordnungszahls des chemischen Elements.

Das Akronym CHNOPS bezeichnet die sechs wichtigsten Elemente, die in verschiedenen Kombinationen in den meisten Biomolekülen anzutreffen sind. Die einzelnen Buchstaben stehen für die Abkürzungen der Elemente Carbon (Kohlenstoff), Hydrogen (Wasserstoff), Nitrogen (Stickstoff), Oxygen (Sauerstoff), Phosphor und Schwefel. Die Bezeichnung CHNOPS fungiert in diesem Zusammenhang auch als Eselsbrücke für den Chemie- und Biologieunterricht.
Kohlenwasserstoffe sind Verbindungen von Kohlenstoff mit Wasserstoff, die in sämtlichen Lebensformen vorkommen und dort das Rückgrat der Biomoleküle bilden, die durch die Verbindung mit funktionellen Gruppen entstehen. 
Stickstoff ist Bestandteil der funktionellen Gruppe der Amine und als solcher Bestandteil sämtlicher Eiweißverbindungen. Des Weiteren ist er essentieller Bestandteil der Desoxyribonukleinsäure und des Chlorophylls.
Sauerstoff bildet zahlreiche funktionelle Gruppen und ist für die Atmung fast aller Lebewesen von zentraler Bedeutung.
Phosphor ist die Grundlage für den Aufbau von Phospholipiden, einer Klasse von Lipiden, die einen Hauptbestandteil aller Zellmembranen darstellen, sowie Ionen, Proteine und andere Moleküle dort festhalten, wo sie für die Zellfunktion benötigt werden. Phosphatgruppen sind des Weiteren auch ein essentieller Bestandteil des Rückgrats der Nukleinsäuren und nötig, um ATP – die Hauptmoleküle, die als Energiequelle der Zelle in allen Lebewesen genutzt werden, zu bilden.
Schwefel ist Bestandteil der Aminosäuren Cystein und Methionin.